# Parktor Speckenbüttel
Das Parktor Speckenbüttel an der Parkstrasse in Bremerhaven-Lehe, Ortsteil Speckenbüttel, wurde 1896 gebaut.

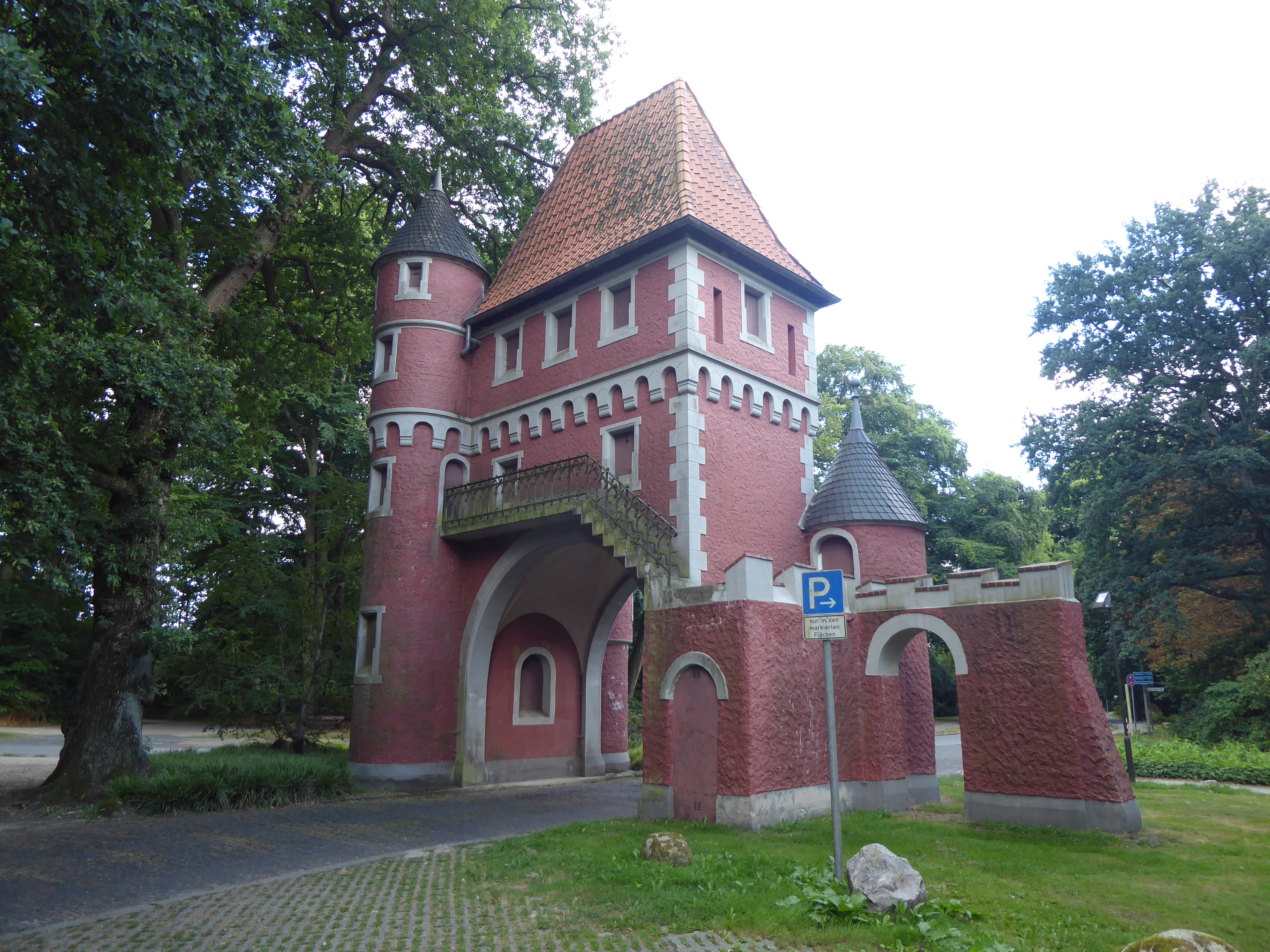
Rückseite des Parktors

Das Bauwerk wurde 2009 unter Bremer Denkmalschutz gestellt.

## Geschichte

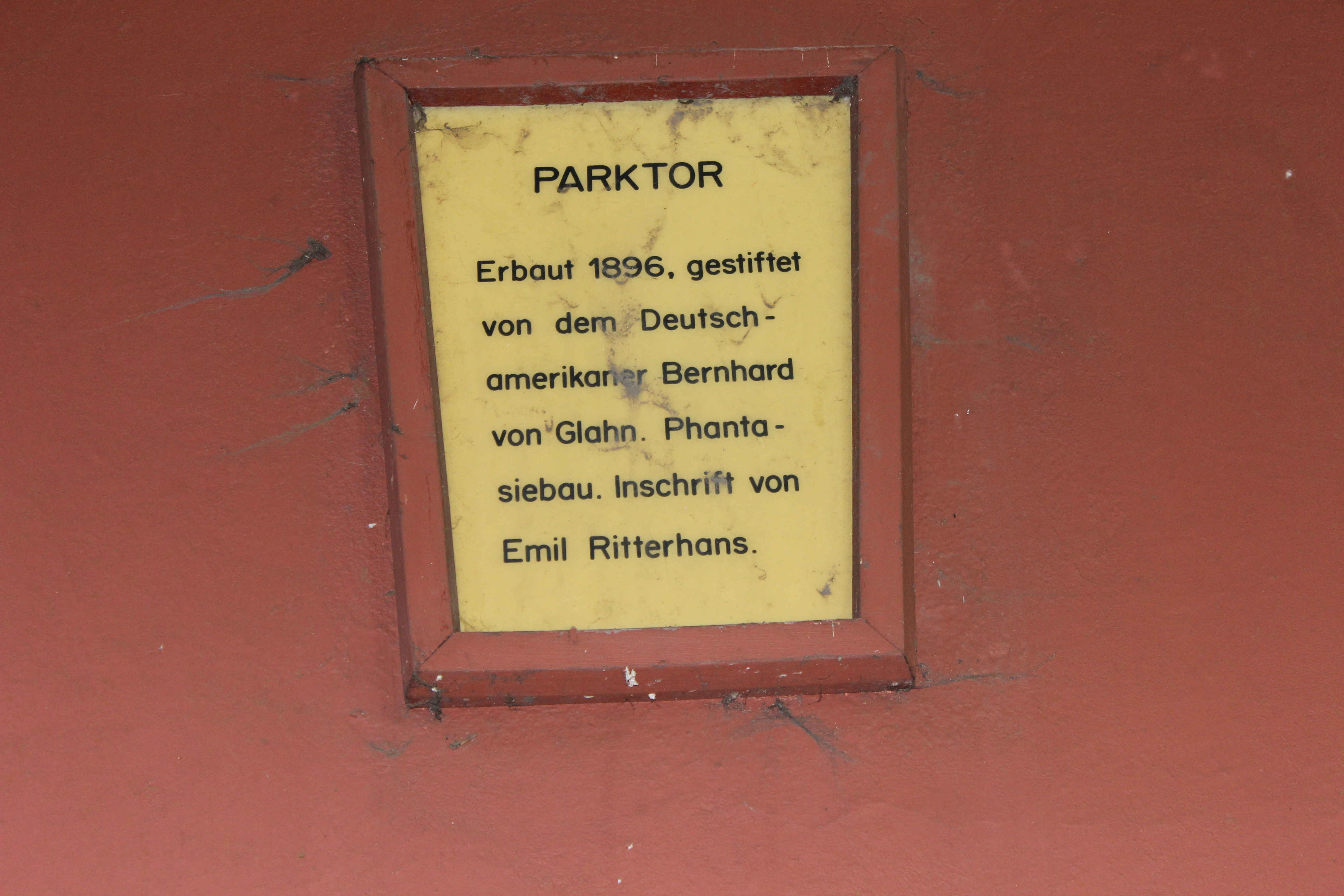
Schild am Parktor

Der Ortsteil Speckenbüttel im Norden von Bremerhaven wird geprägt durch den Speckenbütteler Park. Dieser Park entwickelte sich im späten 19. Jahrhundert am nördlichen Rand der Leher Feldmark. Für die Leher Bürger war das Alte Holz, ein als Weide genutzter Hutewald mit vielen Eichen, ein beliebtes Ausflugsziel. Das Gebiet mit dem Speckenbütteler Holz und dem angrenzenden Ödland wurden dann von der aufstrebenden Gemeinde Lehe bis 1906 durch Parkanlagen mit Teichen und auf der 13 ha großen Fläche aufgewertet. 1888 kam der Reitplatz, dann die Pferderennbahn und ab 1906 wurde nach Plänen des Wiener Gartenarchitekten Viktor Göbel der Stadtpark auf nun 75 ha vergrößerte. Heute wird er auch als Gesundheitspark Speckenbüttel- bezeichnet.
Das Parktor Speckenbüttel an der Parkstrasse stammt schon von 1896. Es ist eines der Sehenswürdigkeiten von Bremerhaven, und das Wahrzeichen des Ortsteils Speckenbüttel. Es wurde vom Leher Stadtbaumeisters Heinrich Lagershausen, der auch das Krankenhaus Lehe geplant hat, im Stil des Historismus süddeutscher Burgen entworfen und es markiert als romantisches, mittelalterlich wirkendes Staffagebauwerk den Eingang zum Park an der Parkstraße. Der Rentier, Mäzen und Bauherr Bernhard von Glahn (1825–1899) unterzeichnete die Pläne für „einen Thorbogen auf dem Terrain des der Gemeinde gehörigen Speckenbüttelerholzes“.
Das Parktor ist eine massive, rechteckige Toranlage mit einem steilen roten Walmdach. Zwei Rundtürme flankieren davor das Tor. Über der Einfahrt befindet sich das Leher Wappen mit den gekreuzten Sensenblättern. Eine Inschrift ziert das Tor:

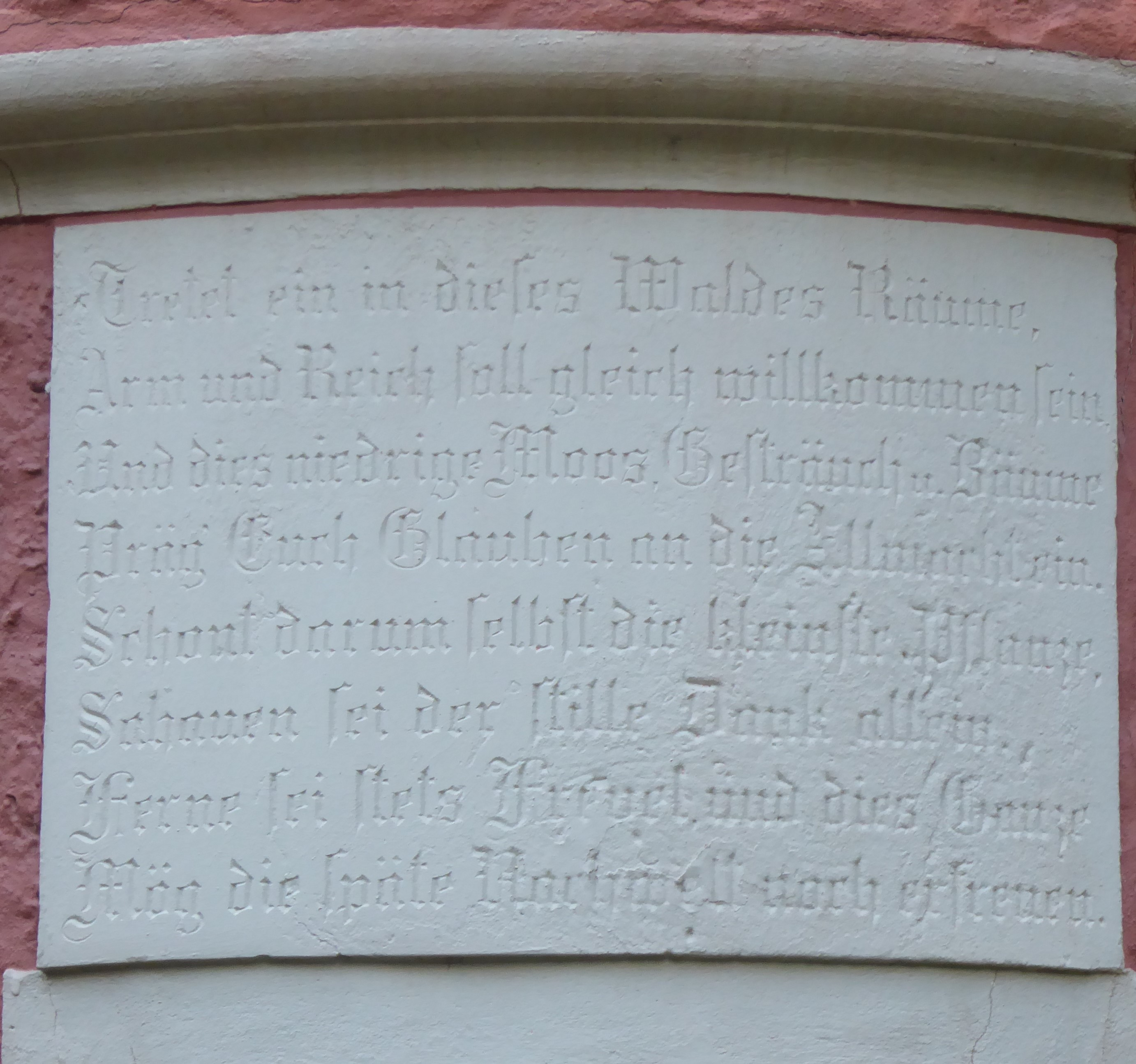
Inschrift am Parktor

„Tretet ein in dieses Waldes Räume,

Arm und Reich soll gleich willkommen sein,

Und dies niedrige Moos, Gesträuch u. Bäume

Präg Euch Glauben an die Allmacht ein.

Schont darum selbst die kleinste Pflanze,

Schauen sei der stille Dank allein.

Ferne sei stets Frevel und dies Ganze

Mög die späte Nachwelt noch erfreuen.“

Fälschlicherweise wird mit dem Schild am Tor ein Herr Emil Ritterhans als Verfasser dieses Gedichts genannt. Gemeint war der Heimatdichter Herr Emil Rittershaus aus Barmen. Das Gedicht stammt aber aus der Feder des Herrn Schaberg-Frölich. Er widmete 1868 dem Barmer Verschönerungsverein dieses Gedicht.
Im Original:

„Tretet ein in dieses Waldes Räume,

Arm und Reich soll euch willkommen sein,

und dies nied’re Moos, Gesträuch und Bäume

präg‘ euch Glauben an die Allmacht ein.

Schonet darum die kleinste Pflanze,

Schonung sei der stille Dank allein,

fern sei jeder Frevel und dies ganze mög‘

die späte Nachwelt noch erfreuen!“

Von 1990 bis 1991 wurde der Putzbau grundlegend saniert. Zeitweise konnte das Tor als Teil des Jugendfreizeitheims im Speckenbütteler Park genutzt werden. Ein kleiner Spielplatz direkt neben dem Hochseilgarten mit Kleinkinderbereich, Schaukeln, Wurftrichter und Tischtennisplatte befindet sich am Parktor.

## Straßenbahn
1896 war der nördliche Endpunkt der Bremerhavener Straßenbahn das Parktor in Speckenbüttel, seit 1909 mit einer Wendeschleife (siehe nebenstehenden Plan). Zunächst fuhr sie als Pferdebahn und wurde 1908 elektrifiziert. 1982 erfolgte die Einstellung.
Es verkehren hier die Buslinien 502 und ML der Bremerhavener Versorgungs- und Verkehrs-GmbH (BVV). Ein Anruf-Linientaxi ergänzt das Angebot.